# عسيق (الحديدة)
عسيق هي إحدى قرى مديرية جبل راس، التابعة لمحافظة الحديدة اليمنية، بلغ تعداد سكانها 1889 نسمة حسب الإحصاء الذي أجري عام 2004.